# 小山卓治
小山 卓治（おやま たくじ、1957年9月16日 - ）は、日本のシンガーソングライターである。熊本県出身。

## 来歴
熊本在住の大学生時代から楽曲制作・ライブ活動を行い、1982年に上京。レコード会社へデモテープを送り続けていた中、それに興味を持ったRCサクセションのマネジメント会社「りぼん」からスカウトされ、CBSソニーからデビューすることが決まる。
1983年にアルバム『NG!』とシングル「FILM GIRL」でデビュー。同時期にデビューしたソニー系アーティストの尾崎豊・大沢誉志幸・大江千里らとともに、「Oの時代」というくくり方をされた。メッセージ性と文学性を備えた独自の世界観を持った楽曲は、尾崎豊やMr.Childrenの桜井和寿などにも影響を与えている。
1990年にソニーとの契約が一度凍結。同年に中国残留孤児二世の少年による実在の事件をテーマにした楽曲「YELLOW WASP」を、カセットテープのみでインディーズから発売（2001年に再録音されCD化）。メディアに取り上げられ“社会派”と評されるが、小山は「社会派呼ばわりされるのは、はっきり言って心外だった。ある一個人の叫びを歌いたかっただけだから。」と述懐している。1991年より、尾崎豊や浜田省吾らを担当した須藤晃のプロデュースの下で、再びソニー所属として活動することになる。同年発売のアルバム『成長』は、浜田省吾がコーラスとして参加している。
2000年代からはインディーズレーベルよりCDを発売し、年間に50本以上のライブを続けている。音楽活動の他に、エッセイや小説なども発表している。
2008年に実写サウンドノベルゲーム『428 〜封鎖された渋谷で〜』に役者として出演。同作監督のイシイジロウが小山のファンであったことからの出演となった。

## ディスコグラフィ

### アルバム
CBSソニー/ソニーレコードからの発売
- NG!（1983年）
- ひまわり（1984年）
- Passing（1985年）
- The Fool（1986年）
- On The Move（1987年）ライブアルバム
- VANISHING POINT（1987年）
- 夢の島（1989年）
- 成長（1991年）
- 花を育てたことがあるかい（1992年）
- Rocks!（1995年）
- Well 〜Songs of 35years〜(2017年)ベストアルバム
- Well2 〜Songs of 40years〜(2023年)ベストアルバム

インディーズからの発売
- stories（2001年、わがままレコード）ベストアルバム
- 種（2003年、Blaze/プライエイド・レコーズ）
- Circle Game（2008年、Blaze/プライエイド・レコーズ）
- はるか（2017年、Blaze）
- DAHLIA(2023年)

再発売
※Digital Remaster+ボーナストラック盤
- NG!（2007年、Blaze）
- ひまわり（2007年、Blaze）
- Passing（2007年、Blaze）
- The Fool（2007年、Blaze）
- 微熱夜 12 inch Single Collection（2008年、Blaze）
- VANISHING POINT（2008年、Blaze）
- On The Move -complete-（2008年、Blaze）
- Go To Zero -Shibuya Live Inn 1986/12/12-（2008年、Blaze）

### シングル
- FILM GIRL（1983年）
- カーニバル（1983年）
- 傷だらけの天使（1983年）
- DOWN（1984年）
- 微熱夜/Show Time（1985年）12インチシングル
- Blind Love（1986年）
- IMAGINARY BLUE/HOLY LAND（1986年）12インチシングル
- YELLOW W・A・S・P（1990年）カセットテープのみの発売
- 欲望（1991年）
- さよなら恋人（1992年）
- 壊すなら1秒（1995年）
- 手首（2000年）
- YELLOW WASP（2001年）
- Operetta Of Ghosts part1 NEW YORK（2002年）
- Operetta Of Ghosts part2 London（2002年）
- Operetta Of Ghosts part3 Tokyo（2003年）

### ライヴアルバム w/DVD
- Party! 25th anniversary Live（2008年、Blaze）
- Naked Eyes '08（2009年、Blaze）
- iNG! RED盤（2010年、Blaze）
- iNG! BLACK盤（2010年、Blaze）

### DVD
- MANY RIVERS TO CROSS（2003年、Rollover Films）
- Naked“eyes”（2006年、Blaze）

## 楽曲提供
- 金山一彦「FISH-漂流」（1987年）
- 哀川翔「長すぎる夜と遠すぎる朝」（1989年）
- 鎌田ひろゆき「予感」（1995年）
- 町支寛二「rose」（1995年）
- くまパン園芸(YouTube)「テーマ曲他」（2021年）

## カバー
- 籾井優里奈「下から2番目の男」（2021年）

## 著書
- 微熱夜 '87（1987年、白夜書房）
- 微熱夜 '88 イエロー・センター・ライン（1988年、自由国民社）
- Duet（1990年、ELLIE）
- Shape Of Love 愛というかたち（1991年、大栄出版）
- 明日なき暴走（1999年、KSS出版）
- 旅する言葉（2013年）

## 出演

### ゲーム
- 428 〜封鎖された渋谷で〜（2008年、セガ×チュンプロジェクト） - 大沢賢治 役

## 関連人物
- 真島昌利
- 白浜久
- 織田哲郎
- 三浦久
- 榊いずみ
- 中野督夫
- 原田末秋